# Planquery
Planquery és un municipi francès situat al departament de Calvados i a la regió de Normandia. L'any 2007 tenia 225 habitants.

## Demografia

### Població
El 2007 la població de fet de Planquery era de 225 persones. Hi havia 96 famílies de les quals 24 eren unipersonals (8 homes vivint sols i 16 dones vivint soles), 24 parelles sense fills, 36 parelles amb fills i 12 famílies monoparentals amb fills.
La població ha evolucionat segons el següent gràfic:
Habitants censats

### Habitatges
El 2007 hi havia 116 habitatges, 91 eren l'habitatge principal de la família, 20 eren segones residències i 5 estaven desocupats. Tots els 113 habitatges eren cases. Dels 91 habitatges principals, 79 estaven ocupats pels seus propietaris i 12 estaven llogats i ocupats pels llogaters; 2 tenien una cambra, 1 en tenia dues, 13 en tenien tres, 16 en tenien quatre i 59 en tenien cinc o més. 65 habitatges disposaven pel capbaix d'una plaça de pàrquing. A 48 habitatges hi havia un automòbil i a 37 n'hi havia dos o més.

### Piràmide de població
La piràmide de població per edats i sexe el 2009 era:
| Homes | Edats   | Dones |
| ----- | ------- | ----- |
| 0     | 95 o +  | 0     |
| 0     | 90 a 94 | 0     |
| 0     | 85 a 89 | 0     |
| 0     | 80 a 84 | 4     |
| 4     | 75 a 79 | 0     |
| 4     | 70 a 74 | 8     |
| 8     | 65 a 69 | 12    |
| 4     | 60 a 64 | 8     |
| 16    | 55 a 59 | 12    |
| 16    | 50 a 54 | 8     |
| 16    | 45 a 49 | 16    |
| 0     | 40 a 44 | 4     |
| 12    | 35 a 39 | 16    |
| 4     | 30 a 34 | 4     |
| 4     | 25 a 29 | 4     |
| 16    | 20 a 24 | 4     |
| 12    | 15 a 19 | 8     |
| 20    | 10 a 14 | 8     |
| 4     | 5 a 9   | 16    |
| 0     | 0 a 4   | 0     |

## Economia
El 2007 la població en edat de treballar era de 156 persones, 112 eren actives i 44 eren inactives. De les 112 persones actives 102 estaven ocupades (62 homes i 40 dones) i 10 estaven aturades (5 homes i 5 dones). De les 44 persones inactives 18 estaven jubilades, 10 estaven estudiant i 16 estaven classificades com a «altres inactius».

### Ingressos
El 2009 a Planquery hi havia 96 unitats fiscals que integraven 237 persones, la mediana anual d'ingressos fiscals per persona era de 16.025 €.

### Activitats econòmiques
Dels 6 establiments que hi havia el 2007, 1 era d'una empresa de fabricació d'altres productes industrials, 1 d'una empresa de comerç i reparació d'automòbils, 1 d'una empresa de transport, 1 d'una empresa financera, 1 d'una empresa de serveis i 1 d'una empresa classificada com a «altres activitats de serveis».
L'any 2000 a Planquery hi havia 20 explotacions agrícoles que ocupaven un total de 944 hectàrees.

## Poblacions més properes
El següent diagrama mostra les poblacions més properes.